# Liste des commissaires de l'Arena Football League
La liste des commissaires de l'Arena Football League énumère les dirigeants de l'institution, créée en 1987 par Jim Foster. L'Arena Football League (AFL) gère et organise l'un des trois plus anciens championnats de football d'Amérique du Nord. Six commissaires l'ont dirigée lors de ses vingt-cinq premières années d'existance.

## L'Arena Football League
L'Arena Football League (AFL) est chargée de gérer et organiser un championnat de football américain en salle aux États-Unis.
L'AFL est la troisième ligue la plus ancienne de football professionnel en Amérique du Nord, après la Ligue canadienne de football (LCF) et la National Football League (NFL).

## Les commissaires

### Jim Foster (1987-1992)
Né et élevé à Iowa City dans l'Iowa, Foster est diplômé de l’Université de l’Iowa en 1972. Il est le fondateur en 1974 et directeur général de l'équipe de football des ligues mineures Newton Nite Hawks de la Northern States Football League. Après avoir remporté le championnat de ligue en 1975, Foster organise et introduisit le sport du football américain (niveau professionnel) en Europe lors d'une tournée de cinq matchs en juin 1977 avec les Nite Hawks et les Lions de Chicago jouant des matchs d'exhibition dans les grandes villes européennes, notamment à Paris, Francfort et Vienne. En tant que responsable de la promotion de NFL Properties, il invente le jeu de football Arena tout en regardant le All Star Game de la Major Indoor Soccer League qui se déroule au Madison Square Garden le 11 février 1981. Il a dessiné un diagramme et des règles au dos. d'une enveloppe manille de 9" × 12". Foster quitte la NFL en septembre 1982 pour poursuivre son objectif de diriger une grande équipe de football professionnel avec les Wranglers de l'Arizona pendant leur saison inaugurale de 1983 dans la nouvelle United States Football League. À l’automne 1985, après que le USFL suspende ses opérations pour passer de la saison printanière à une saison automnale, Foster commence peu après à travailler à plein temps pour tester et étudier minutieusement les mécanismes et règles de base du nouveau jeu qu'il a inventé avant de lancer l'AFL, début juin 1987. Foster est président / commissaire fondateur de 1985 à 1992, date à laquelle il quitte son poste pour commencer le développement initial de sa propre équipe de l'AFL, les Barnstormers de l'Iowa, qui amèneront pour la première fois le football professionnel dans son État d'origine, l'Iowa, dans la capitale et la plus grande ville de l'État, Des Moines.

### Joe O'Hara (1992-1994)
Joe O'Hara, ancien propriétaire des Firebirds d'Albany est nommé commissaire de l'Arena Football League en 1992. 
Les Firebirds arrivent en 1990 en tant qu’équipe d’expansion de la ligue, alors en difficulté et qui s'est presque éteinte un an plus tôt. Le propriétaire majoritaire et fondateur, Joseph O’Hara, est un nabab des ligues mineures dans la région. Il possède également la populaire équipe de basket-ball des Patroons d'Albany et une équipe de football en salle beaucoup moins populaire appelée Kick de New York. O’Hara vend sa participation majoritaire à son partenaire Glenn Mazula au début de 1992 afin de devenir président de l'Arena Football League et d’éviter un conflit d’intérêts. 
En 1994, il quitte pour poste pour devenir propriétaire du Drive de Détroit qu'il fera déménager à Worcester dans le Massachusetts où ils deviennent les Marauders.

### Jim Drucker (1994-1994)
Jim Drucker, ancien commissaire de la Continental Basket Association et correspondant d'ESPN, est nommé commissaire de l'Arena Football League en 1994.
Au cours des trois premiers mois de Drucker, l’AFL est passée de 11 équipes à un nombre record de 15. "Notre objectif pour les quatre ou cinq prochaines années est simple", déclare Drucker, "Nous serons la première ligue sportive du pays, et probablement du monde entier, à jouer à guichets fermés pour chaque match de chaque ville pendant une saison complète.".
En 1996, il quitte son poste après avoir refusé une extension de son contrat proposée par les propriétaires des clubs.

### C. David Baker (1996-2008)
Baker devient le quatrième commissaire de l'Arena Football League (AFL) en 1996. Il débute dans la ligue en tant que propriétaire des Piranhas d'Anaheim, qu'il quitte après une saison pour devenir commissaire. Une de ses caractéristiques les plus imposantes est sa taille - 6 pieds 9 pouces et demi (2,07 m) de hauteur et 400 livres (181,4 kg). De 1971 à 1975, il est power forward à l'UC-Irvine et joue deux saisons de basketball professionnel en Europe. Plus tard, Baker étudie à la faculté de droit de l’université Pepperdine, où il est rédacteur en chef de Law Review. Il est conseiller municipal d'Irvine en Californie. Baker démissionne de ses fonctions de commissaire de l'AFL deux jours avant l'l'ArenaBowl XXII le 25 juillet 2008, après être resté en fonction pendant onze ans et demi,.

### Ed Policy (2008-2009)
Ed Policy (né en 1971) est un dirigeant du football américain et l'actuel chef des opérations et avocat général des Packers de Green Bay.
Policy commence à travailler pour l'Arena Football League en 2001, avant de devenir brièvement commissaire de la ligue lorsqu'il succède à titre intérimaire au commissaire C. David Baker, qui démissionne deux jours avant l'ArenaBowl de 2008,. Étant donné que la ligue est suspendue par la suite pour la saison 2009 avec le dépôt de bilan initial de l'entreprise, le seul match réellement disputé par la Ligue AFL pendant le mandat de Policy est celui de 2008, l'ArenaBowl XXII.

### Jerry Kurz (2010-2014)
Kurz travaille pour l'AFL pendant près de 30 ans. Il est le deuxième plus ancien employé permanent de la ligue, juste derrière le créateur, Jim Foster. Sous la direction de Kurz en tant que président de l'Af2, la ligue s'étend à de nombreux marchés de taille petite à moyenne, ce qui permet de ramener l'Arena Football League en 2010 après l'annulation de la saison 2009 en raison de problèmes financiers. Kurz a également occupé le poste de vice-président du développement international de la ligue. À ce poste, sa principale responsabilité consistait à exécuter le programme de visas H3 de la ligue. Dans ce programme, les joueurs internationaux ont été exposés et ont joué dans le système Arena Football League. Il supervise les matchs internationaux d'arena football.
La première AFL est abandonnée après les séries éliminatoires de 2008. Après la saison 2009 de l'Af2, qui est disputée comme prévu malgré les difficultés de la ligue mère, Kurz et plusieurs propriétaires d'af2 annoncent un plan pour la création d'une nouvelle ligue utilisant un modèle à une seule entité, appelé "Arena Football 1" ou simplement "AF1". Il déclare que plusieurs anciennes équipes de l'AFL et des équipes af2 actuelles sont en négociations avec la nouvelle ligue qui doit inclure des équipes de l'ancienne AFL et les équipes Af2 du moment,.
Kurz est membre du Hall of Fame de l'Arena Football League. Depuis 2016, Kurz n'est plus impliqué dans l'AFL et poursuit depuis lors la ligue pour "violation de contrat",.

### Scott Butera (2015-2018)
En septembre 2014, Butera est nommé septième commissaire de l'Arena Football League, en remplacement de Jerry Kurz, qui assume le rôle de président de la ligue. C'est la première fois que Butera est impliqué dans la gestion d'une ligue sportive. Son objectif initial est de sensibiliser davantage les consommateurs à la marque AFL afin qu’elle puisse augmenter ses revenus grâce à des partenariats stratégiques et à des programmes de parrainage; il doit travailler en étroite collaboration avec Kurz sur les opérations de football afin de maximiser les possibilités d'intégration des expériences des spectateurs. Butera sera remplacé en tant que commissaire de l'AFL en mars 2018 après une grave période de contraction au cours de laquelle la ligue est passée de 14 à 4 équipes.

### Randall Boe (2018-présent)
Randall Boe (né en 1962) est l’ancien avocat général d’AOL. Il est impliqué dans de nombreuses affaires notables en matière de droit de l’Internet. Il est nommé commissaire de l'Arena Football League en mars 2018. Il est né dans l'Ohio et a grandi à Iowa City, dans l'Iowa. Il étudie à l'Université du Wisconsin – Madison et obtient son diplôme en 1983. Il obtient son diplôme de la faculté de droit de l'Université de Pennsylvanie en 1987. Après l'obtention de son diplôme, il va travailler chez Arent, Fox, Kintner, Plotkin & Kahn à Washington, alors qu'il travaille chez Arent Fox, Boe se spécialise dans des litiges complexes , y compris les affaires antitrust, les affaires pénales en col blanc et les questions de responsabilité du fait des produits.